# Owyhee (rivière)
Pour les articles homonymes, voir Owyhee.
L'Owyhee fait partie des rares rivières du Nevada qui ne s'achèvent pas dans le Grand Bassin : elle coule vers le nord, fait un petit bout de chemin dans l'Idaho, passe dans l'Oregon où, après une grande boucle vers l'ouest, elle rejoint la Snake River à la frontière des deux États, en amont de Payette.

## Géographie
Elle naît ans les monts Jarbidge, et traverse la frontière de l'Idaho après un canyon, et la Duck Valley Indian Reservation (en), des tribus Shoshone et Paiutes. En amont du canyon, son débit moyen est de 2,6 m3/s (moins de 1 % de la Seine à l'entrée de Paris), et les années de sécheresse, on l'a vu descendre à moins de 1 m3/s, en moyenne dans l'année.
La partie supérieure de la rivière est protégée au sein de la Owyhee River Wilderness.